# Jaroslav Kozlík
Jaroslav Kozlík (22. května 1907 Bystřice pod Hostýnem – 21. října 2012) byl český pedagog a volejbalista.

## Život
V roce 1937 se oženil s Annou Chalupovou, mistryní ČSR a ČOS v atletickém pětiboji. V manželství se mu narodily tři dcery – Iva, Jarmila, Alena.
Vystudoval učitelský ústav v Kroměříži. V letech 1926–1929 a 1931–1945 byl učitelem na obecných a měšťanských školách. Spolupracoval při zpracování moderní koncepce tělovýchovy na školách, která byla později zavedena celostátně. Po válce studoval na Výzkumném ústavu pedagogickém. Zde pokračoval na svém díle modernizace školského systému. Působil také jako šéfredaktor časopisu Tělesná výchova mládeže.
Napsal více než 30 knih a přes 300 článků a statí, které byly publikovány i v zahraničí.

## Kluby
- 1923 – Bystřice pod Hostýnem
- 1924 – Učitelský ústav Kroměříž
- 1925–36 – Sokol Kroměříž
- 1938–41 – Sokol Zlín (za okupace SK Baťa Zlín)

### Mistrovství ČSR
- 1. místo (1929, 1932, 1936)
- 2. místo (1927, 1930)
- 3. místo (1926, 1928)

Titul přeborník ČOS: (Česká obec sokolská)
- 9× (v letech 1926, 1927, 1928, 1929, 1930, 1931, 1934, 1935, 1936)

V přeborech Svazu slovanského sokolstva:
- 1. místo (1931 Maribor, 1933 Osiek, 1936 Bělehrad)

Mistrovství Moravy:
- 1. místo (10× mezi roky 1924–1936)